# Sternoplus
Sternoplus is een geslacht van kevers uit de familie bladsprietkevers (Scarabaeidae). Het geslacht werd voor het eerst wetenschappelijk beschreven in 1868 door Wallace.

## Soorten
- Sternoplus chicheryi Antoine, 1992
- Sternoplus schaumi (White, 1856)